# Kionophyton riodelayensis
Kionophyton riodelayensis là một loài thực vật có hoa trong họ Lan. Loài này được (Burns-Bal.) Catling mô tả khoa học đầu tiên năm 1989.